# Vermuntbahn

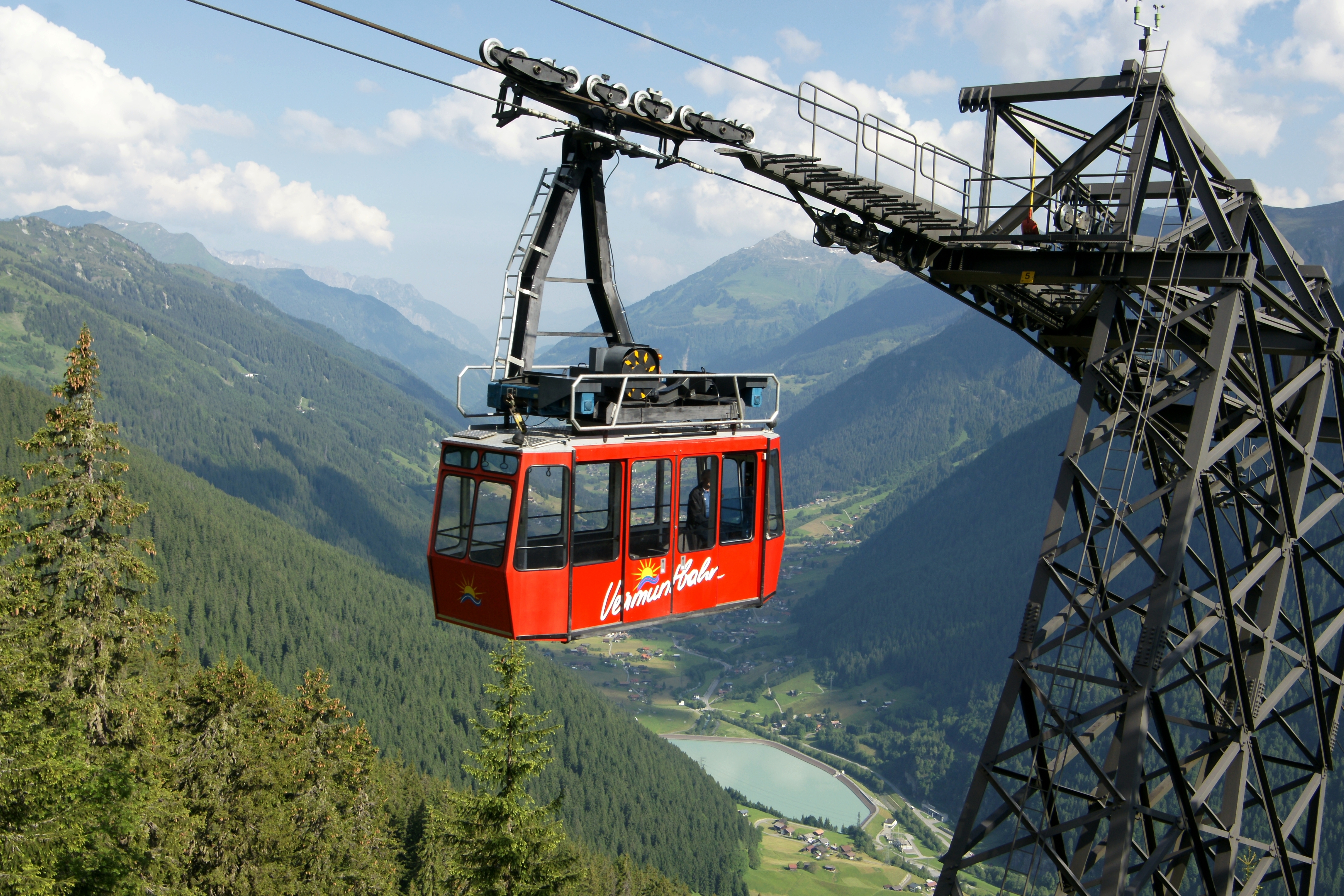
Gondel der Vermuntbahn an der Bergstation Trominier, Blick über das Rifawerk III nordwärts in das Montafon

Die Vermuntbahn ist eine Seilbahn im Montafon in Vorarlberg. Sie führt von Partenen auf die Bergstation Trominier. Parallel zur Seilbahn, die einen alten Schrägaufzug für den Bau der obersten Ill-Kraftwerke im Hochmontafon ersetzt, führt die belassene Wartungstreppe, heute Europatreppe 4000 genannt.

## Lage
Die Vermuntbahn führt direkt vom Vermuntwerk auf der anderen Illseite in Partenen (Talstation 1038 m ü. A. ⊙) nach Trominier (1731 m ü. A. ⊙) oberhalb des Orts Gufelgut, am Breitfieler Berg (2415 m ü. A.), dem Endgipfel des Hochmaderergrats der Silvretta.
Von dort führt eine wintersichere ehemalige Baustraße durch einen Tunnel, den Stollen Vermunt, zum Vermuntsee durch die Hölle (⊙) und trifft unterhalb der Staumauer des Sees wieder auf die Silvretta-Hochalpenstraße.

## Schrägaufzug Partenen–Trominier
Die Illwerke errichteten zum Bau der Kraftwerksanlagen an der obersten Ill, dem Werk Vermunt (Staumauer Vermunt des Vermunt-Stausees, Druckstollen Vermunt–Trominier, Wasserschloss Trominier, Druckrohrleitungen Trominier–Partenen), mehrere Standseilbahnen und Schrägaufzüge. Der Schrägaufzug Partenen–Trominier sollte die nicht wintersichere Passage der Silvrettastraße (heute Silvretta-Hochalpenstraße) durch Direktanstieg um 700 Höhenmeter überbrücken. Der Aufzug verlief direkt neben der Falldruckleitung zum Vermunt-Krafthaus in Partenen.
Die Anlage wurde schon 1928 fertiggestellt und war nach Beenden der Höhenbaustelle und ab der Inbetriebnahme des Kraftwerks Vermunt 1930 für Wartungszwecke (Instandhaltungsarbeiten, Betriebsüberwachung und landschaftspflegerische Aufgaben) und den Bau des Silvretta-Stausees (1938–1951) in Betrieb.
Von der Fremdenverkehrswirksamkeit der Anlagen selbst überrascht, öffneten die Illwerke den Aufzug 1959 für den öffentlichen Verkehr.
1994, als der Kraftabstieg des Werks erneuert werden musste, wurde der mehr als 65 Jahre alte, altersschwache Aufzug abgebrochen und durch eine moderne Pendelbahn ersetzt. Verblieben ist die Wartungstreppe.

## Pendelbahn Vermuntbahn

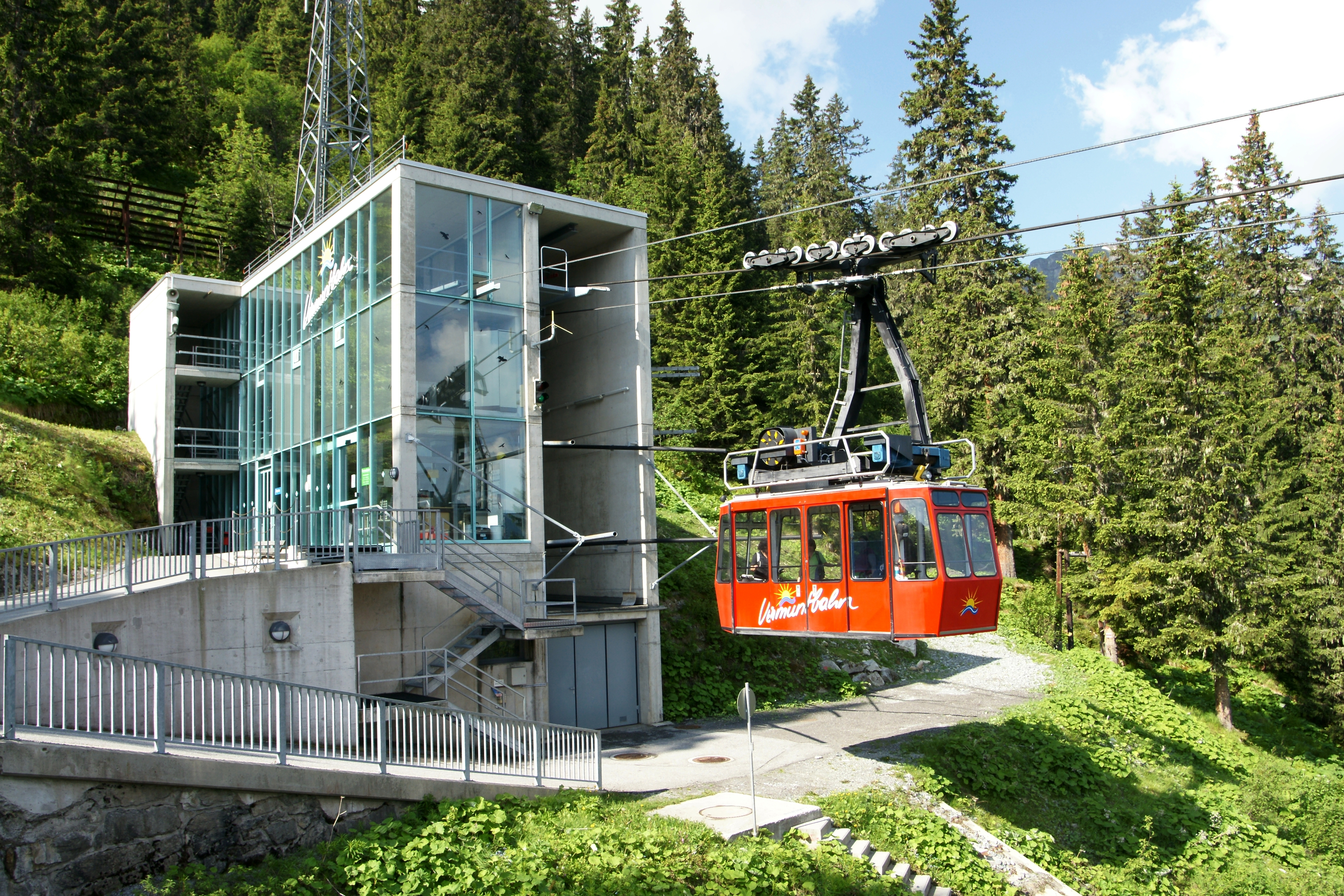
Trominier Bergstation

1994 wurde eine moderne Seilschwebebahn, die Vermuntbahn, erstellt. Der Name hatte sich schon für den alten Schrägaufzug etabliert.

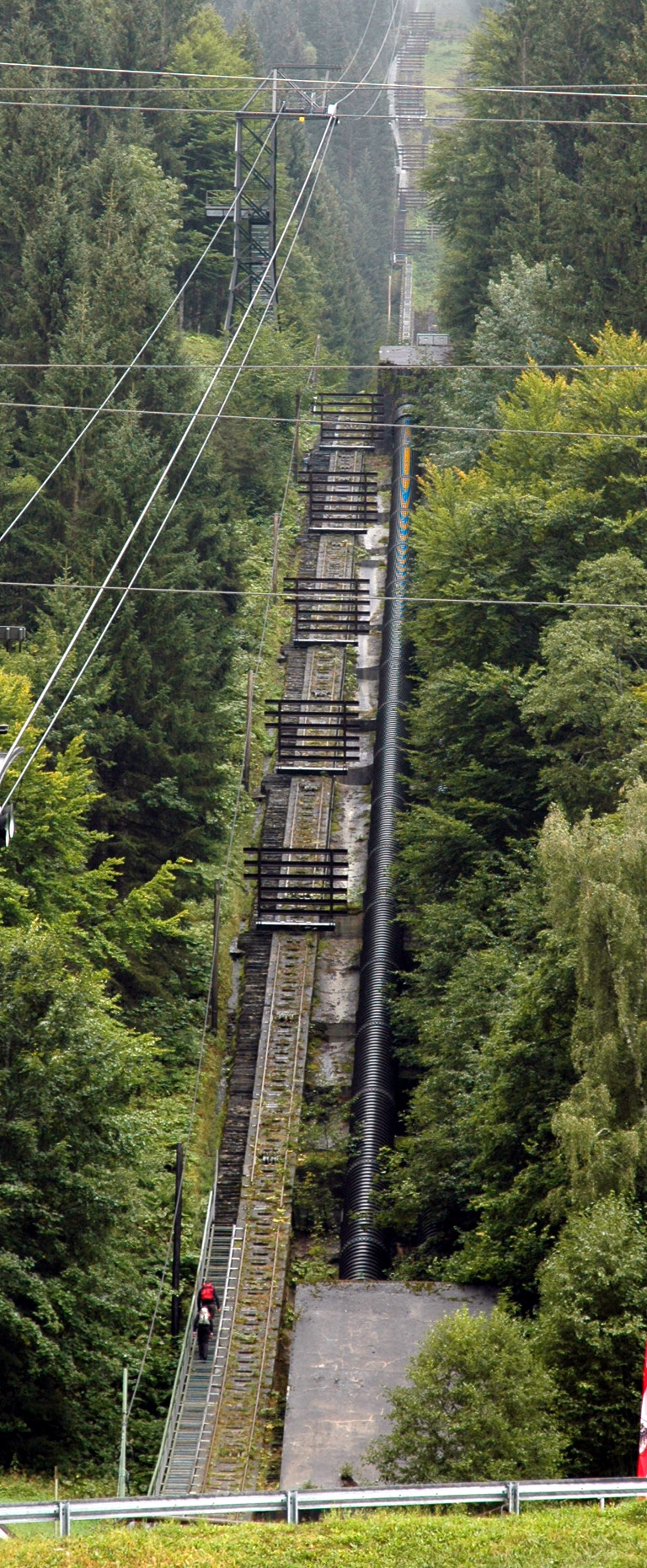
Talende der Europatreppe 4000

Neben den betrieblichen Aufgaben und dem öffentlichen Personentransport in die Mittelsilvretta wurde von den Illwerken, die seinerzeit schon intensiv auch um die touristische Nutzung der Kraftwerksgruppe bemüht waren, Publikumsattraktivität miteingeplant. Betrieben wird sie von der Tochtergesellschaft Golm Silvretta Lünersee Tourismus.
Daher verfügt die Seilbahn, die die alte Schrägaufzugtrasse nutzt, und so keine Landschaftseingriffe erforderte, über ein Wechselgehänge, sodass sie wahlweise als Materialseilbahn und für den Personentransport verwendet werden kann: Es können bis zu 9 m lange Langgüter (für die Druckrohrleitungen), wie auch Baucontainer bis 6 × 3 × 2,5 m transportiert werden, für Zementbehälter und Kübelwagen wurde ein Elektrohebezeug (6 t Nutzlast) installiert.
Für den Personentransport sowie die Belieferung der dann offenen Beherbergungsbetriebe im Bereich der Bielerhöhe steht im Winter für Besucher der Bielerhöhe eine Kabine für 50 Personen zur Verfügung.

## Europatreppe 4000
Europas längste gerade Treppe, ursprünglich gebaut als Zugang des Schrägaufzugs (Talstation 1048 m ü. A. ⊙), führt über die vollen 700 Höhenmeter und der Neigung von bis zu 86 Prozent entlang der ehemaligen Schrägaufzug-Trasse bis zur Bergstation der Vermuntbahn. Die etwa 4000 Stufen – laut der Markierung an der Treppe genau 3609 – sind zudem unterschiedlich hoch und lang.
Der derzeitige Treppenlaufrekord aus dem Jahre 2007 liegt bei 20 Minuten und 28 Sekunden.

## Höhenweg und Wasser-Erlebnisstollen Vermunt
Der Stollen, der die Bergstation Trominier über die Hölle mit der Silvrettastraße verbindet (1731 m ü. A. ⊙), wird noch als Fahrstraße benutzt.
Der Tunnel wurde zwischen 1926 und 1930 gebaut, hat eine Länge von 950 m und verfügt über Fenstergalerien. Es gab außer dem Hauptstollen vier kleinere Stollen (Breitfieler-, Nasen-, S- und Kopfstollen), die dazwischen liegenden offenen Strecken waren teilweise durch Lawinengalerien geschützt.
Durch den Stollen fuhr in der Anfangszeit die Gleisanlage Höhenbahn, mit der alles Material und Personal vom Schrägaufzug Partenen–Trominier weiterverfrachtet wurde. Sie hatte 2630 m Streckenlänge, davon 1440 m beziehungsweise 55 % Tunnelstrecke.
1974 wurde die Höhenbahn rückgebaut. Auch wurde der neue Verschnausastollen vorgetrieben, sonst die alten Stollen saniert und die Trasse des nunmehrigen Höhenwegs Trominier–Vermunt asphaltiert. Auf der engen Strecke können nur Spezialfahrzeuge passieren.
Da im Sommer, wenn die Silvretta-Hochalpenstraße offen ist, kaum Verkehr stattfindet, wurden die Tunnel und Galerien als Schaustollen auf 1,5 km eingerichtet. Hier werden die Bereiche Wasser und Geschichte der Wasserkraft mit zahlreichem Anschauungsmaterial dokumentiert. Es soll insbesondere Verständnis für den Zweck, die Funktionsweise und die landschaftliche Einbindung eines modernen Pumpspeicherwerks wie der KraftwerksgruppeObere Ill-Lünersee in einen alpinen Lebens- und Naturraum wie dem Montafon darstellen. Daneben ist der Verschnausastollen auch als Ausstellungsfläche für Kunstprojekte konzipiert, derzeit etwa Werke, die von Jugendlichen in Kooperation mit dem Kunstforum Montafon zum Thema Wasser erstellt wurden. Begleitausstellungen finden auch im Informationszentrum energie.raum im Ort Partenen (Vallülasaal) statt. Projektleiter war Kurt Berger (St. Pölten), der schon mit Andre Heller gearbeitet hatte.
Neben Fußgehern ist die ganze Ausstellung auch ausdrücklich für Biker konzipiert, die den Stollen auf einer Tour „mitnehmen“ können.

## Technikmuseum Alte Sperrkammer Trominier
Durch den neuen Kraftabstieg des Vermuntwerks wurde auch die Sperrkammer außer Betrieb genommen (die neue Apparatekammer verfügt über eine notschlusstaugliche Drosselklappe). Die alte Sperrkammer wurde mitsamt allen technikgeschichtlich bemerkenswerten Abschlussorganen im Originalzustand erhalten und ist als Technikmuseum Alte Sperrkammer Trominier (1731 m ü. A. ⊙) zu besichtigen. Erhalten sind Rohrstränge mit Doppelklappen samt Luftventilen, Antrieben, Füll- und Entleerschiebern, elektromotorischem Ventiltrieb und händisch zu betätigendem Not-Antrieb (stollenseitig) und automatischen Selbstschlussklappen mit Gewichtsantrieb (talseitig) auf Stand der Kraftwerkstechnik des mittleren 20. Jahrhunderts.

## Anfahrt, Zugang, Wege und Touren
Öffentliche Verkehrsmittel führen von Bludenz (Westbahn Arlberg–Rheintal) mit der Montafonerbahn nach Schruns und Bus (650 und 651) nach Partenen (Verbundtarif). Auf der Straße erreicht man die Vermuntbahn auf der Montafonerstraße (L 188), im Sommer auch von Tiroler Seite aus dem Paznaun. Die Talstation liegt im Ortszentrum beim Vermuntwerk der illwerke vkw.
Von Trominier führt im Sommer (wo seit einigen Jahren allerdings kein Seilbahnbetrieb mehr besteht) der Höhenweg zum Vermuntsee. Die Vermuntbahn-Bergstation ist auch Ausgangspunkt für die Mountainbike-Höhentour Silvretta-Bike-Safari (Vermuntsee, Silvretta-Hochalpenstraße, Bielerhöhe).
Über die Silvrettastraße wird Wintersperre verhängt, das Schi- und Tourengebiet Silvretta–Bielerhöhe bleibt aber zugänglich, mit der Vermuntbahn Partenen–Trominier, und von dort mit dem Tunnelbus zur Bielerhöhe.
Die Golm Silvretta Lünersee Tourismus GmbH bietet für Liftanlagen und Tunnelbus im Winter das Erlebnis Silvretta–Bielerhöhe-Ticket an, für umliegende Sehenswürdigkeiten ist der Eintritt frei.